# Odiló de Cluny
Odiló de Cluny o de Mercoeur (Mercoeur, 961 - Souvigny, 1049) va ser un monjo benedictí francès, cinquè abat de Cluny entre 994 i 1048. És venerat com a sant per l'Església catòlica.

## Biografia

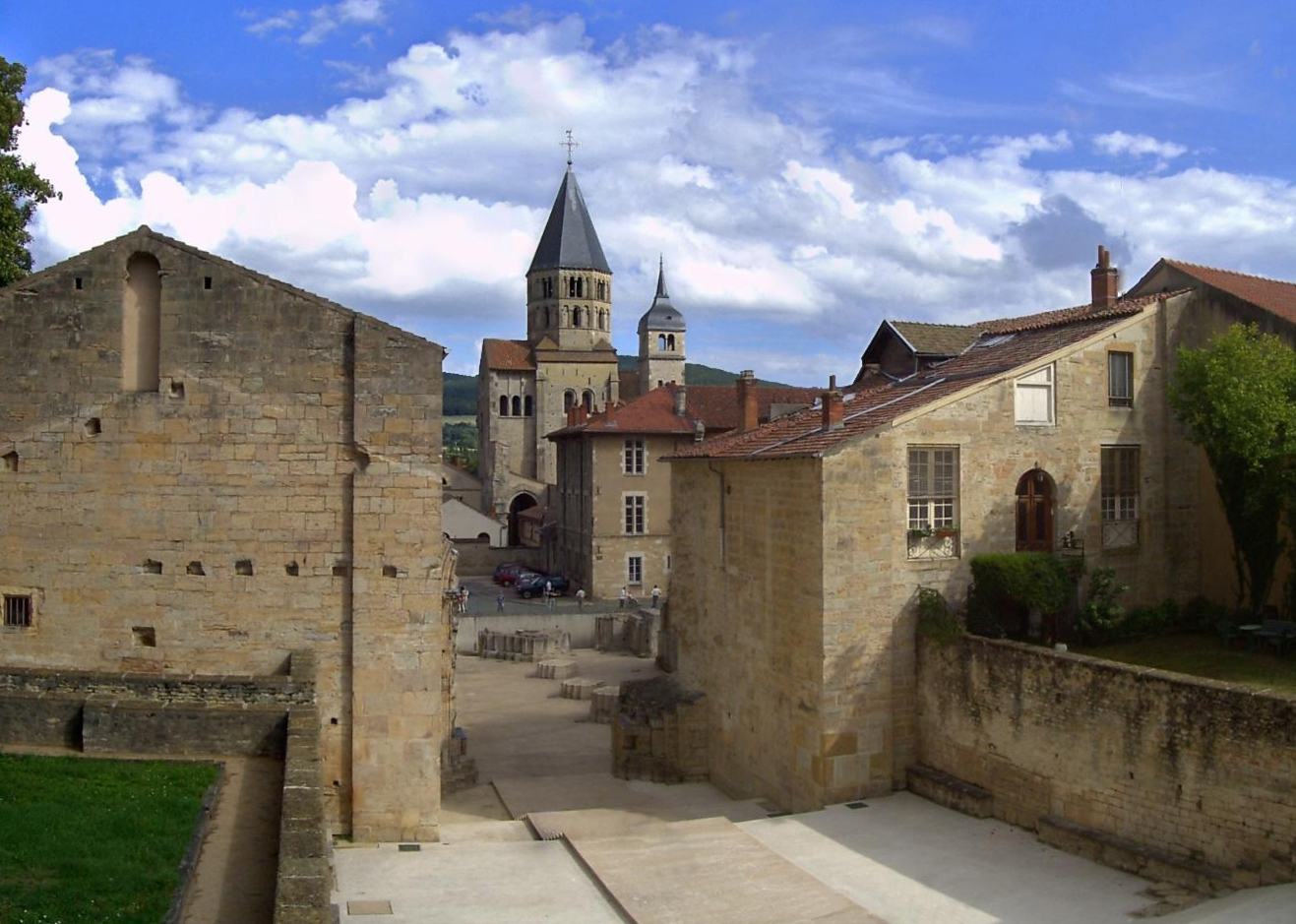
Restes de l'Abadia de Cluny.

Odiló descendia d'una família noble i molt nombrosa, originària de l'Alvèrnia. Als trenta anys, el 991, ingressà a l'Abadia de Cluny, on va ser ajudant de l'abat sant Maiol des del maig de 993. El va succeir com a abat l'11 de maig de 994. Durant el seu abadiat, va relacionar-se amb importants personalitats com els emperadors Conrad II del Sacre Imperi Romanogermànic i Enric III, els reis de França, Hongria, Navarra i Lleó. Mentre visitava el palau imperial de Saxònia va conèixer l'emperadriu Adelaida i Otó III.

### Activitat

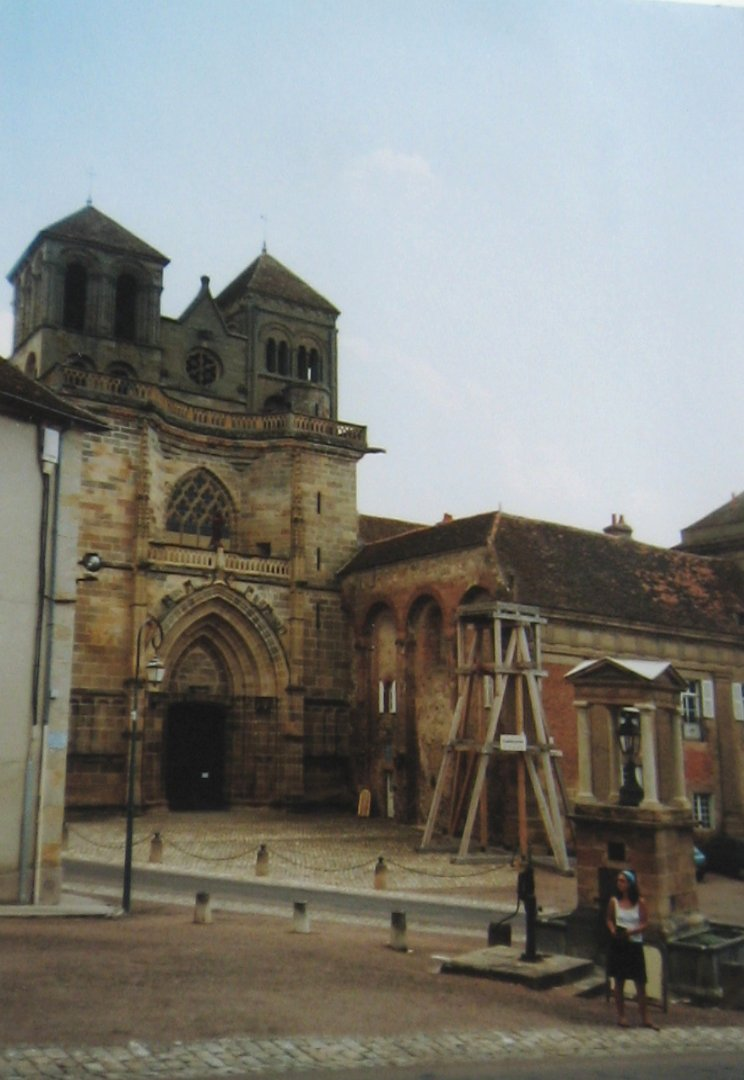
Església de Souvigny.

Odiló va impulsar la reforma cluniacenca, que va fer que Cluny es posés al capdavant de l'orde benedictí: en morir, seixanta-vuit monestirs formaven part de la congregació de Cluny. Per això, Otó III va convidar Odiló a Roma, perquè reformés l'abadia de Sant Pau Extramurs i hi fes restaurar la severitat i la litúrgia degudes.
La base de la reforma d'Odiló era una simple frase: «Tenir fe en Déu». Deixava una gran autonomia a cada comunitat, però sempre subjectant-la a l'autoritat papal. Va saber crear una xarxa de relacions entre les diferents abadies de la congregació, mantenint-ne però la independència.
El 998 va establir a tots els monestirs cluniacencs que el 2 de novembre, després de Tots Sants, se celebrés la memòria dels difunts i es pregués per ells. Aquesta pràctica va estendre's a tota l'església occidental, originant la commemoració dels difunts.
La seva vida va ser ascètica i dedicava molt de temps a la pregària. Va morir, havent deixat el càrrec d'abat, el cap d'any de 1049. El seu deixeble Iotsaldus i sant Pere Damià van escriure'n biografies.

## Veneració
Per la seva tasca, la seva influència i la seva fama de taumaturg, va ésser venerat des de la seva mort, com ja havia passat amb el seu predecessor Maiol. El culte era local, als monestirs cluniacencs i a les diòcesis amb les quals hi va tenir més relació, com Chartres o Le Puy. La seva tomba, a Souvigny, va ésser destruïda en 1793 i restaurada en 2009.